# Helicops leopardinus
Helicops leopardinus är en ormart som beskrevs av Schlegel 1837. Helicops leopardinus ingår i släktet Helicops och familjen snokar. Inga underarter finns listade i Catalogue of Life.
Arten förekommer i Brasilien, i regionen Guyana, i östra Ecuador, i östra Peru, i nordöstra Bolivia, i östra Paraguay och i norra Argentina. Den lever i låglandet och i bergstrakter upp till 1000 meter över havet. Helicops leopardinus kan leva i olika habitat men den behöver vattenansamlingar som mindre vattendrag, pölar, laguner eller mynningsvikar i reviret. Denna orm har fiskar och groddjur som föda. Honor lägger inga ägg utan föder levande ungar.
För beståndet är inga hot kända och hela populationen antas vara stabil. IUCN listar arten som livskraftig (LC).